# Charaton
Charaton (Olympiodorus xứ Thebes gọi là: Χαράτων) (? – ?) được cho là vị vua đầu tiên của người Hung vào khoảng năm 410–422. Người ta tin rằng Charaton cai trị chủ yếu là phần phía đông của Đế quốc Hung. Năm 412, Charaton đã tiếp đón viên sứ giả của Byzantine là Olympiodorus. Olympiodorus cho biết mình đi đến vương quốc của Charaton bằng đường biển nhưng không ghi chép vùng biển đó liệu có phải là vùng biển Đen hoặc Adriatic hay không. Người xưa đặt lãnh thổ người Hung của Charaton ở một nơi nào đó trên thảo nguyên Hắc Hải để rồi sau này lại đặt chúng trên vùng bồn địa Pannonia.